# مشروع علي ساجار للري المصعد
أليساغار هي حديقة ومكان لجذب السياح ومشروع ري تقع على بعد13 كم (6.2ميل)من مدينة نظام أباد، و2 كم (1.2ميل) مقابل طريق ناظم أباد مدينة بودهان.
افتتح الحديقة نظام حيدر آباد في عام 1928، اشتهر في تلك الحديقة الغابة، المنزل الصيفي (المصيف)، الحدائق المصممة بشكل جيد، الجزيرة، وبيت الضيافة الموجود على قمة التل مما جعلها مكان مفضل للسياح.
وإضافة إلى دورها في الجذب السياحي فهي حديقة للغزلان وفيها مرافق للرحلات والرياضات المائية.

## تاريخها

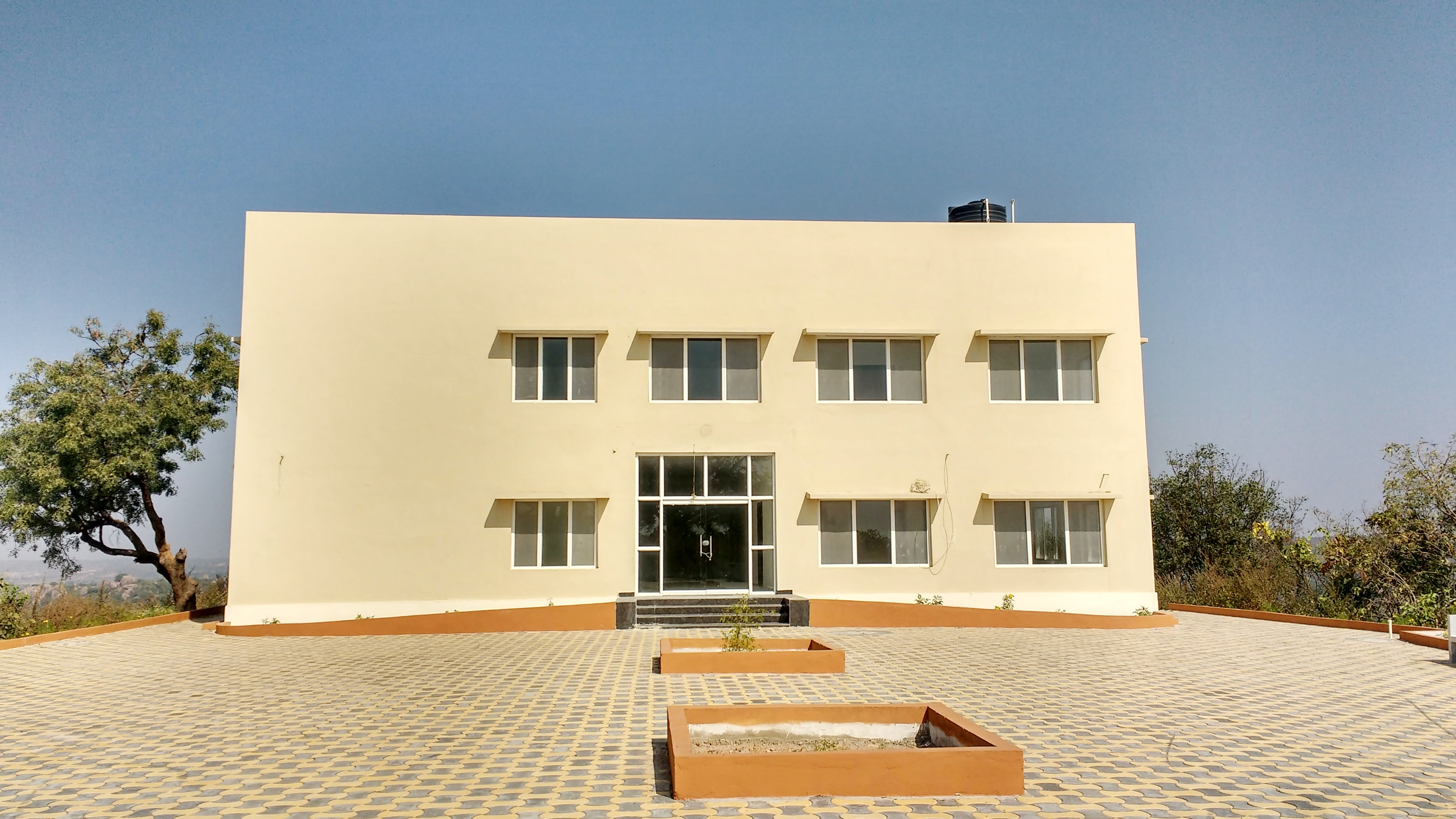
بيت الضيافة على قمة التل

في عام 1931 تم بناء خزان أو بحيرة أليساغار بأمر من نظام حيدر أباد. وبعدها في عام 1985 تم إنشاء حديقة الغزلان بهدف توفير مكان أمن للعديد من أنواع الغزلان، أي أنه تم إنشاء موطن طبيعي للغزلان.كما يمكن مشاهدة النباتات الكثيفة في هذه المنطقة.

## المشروع

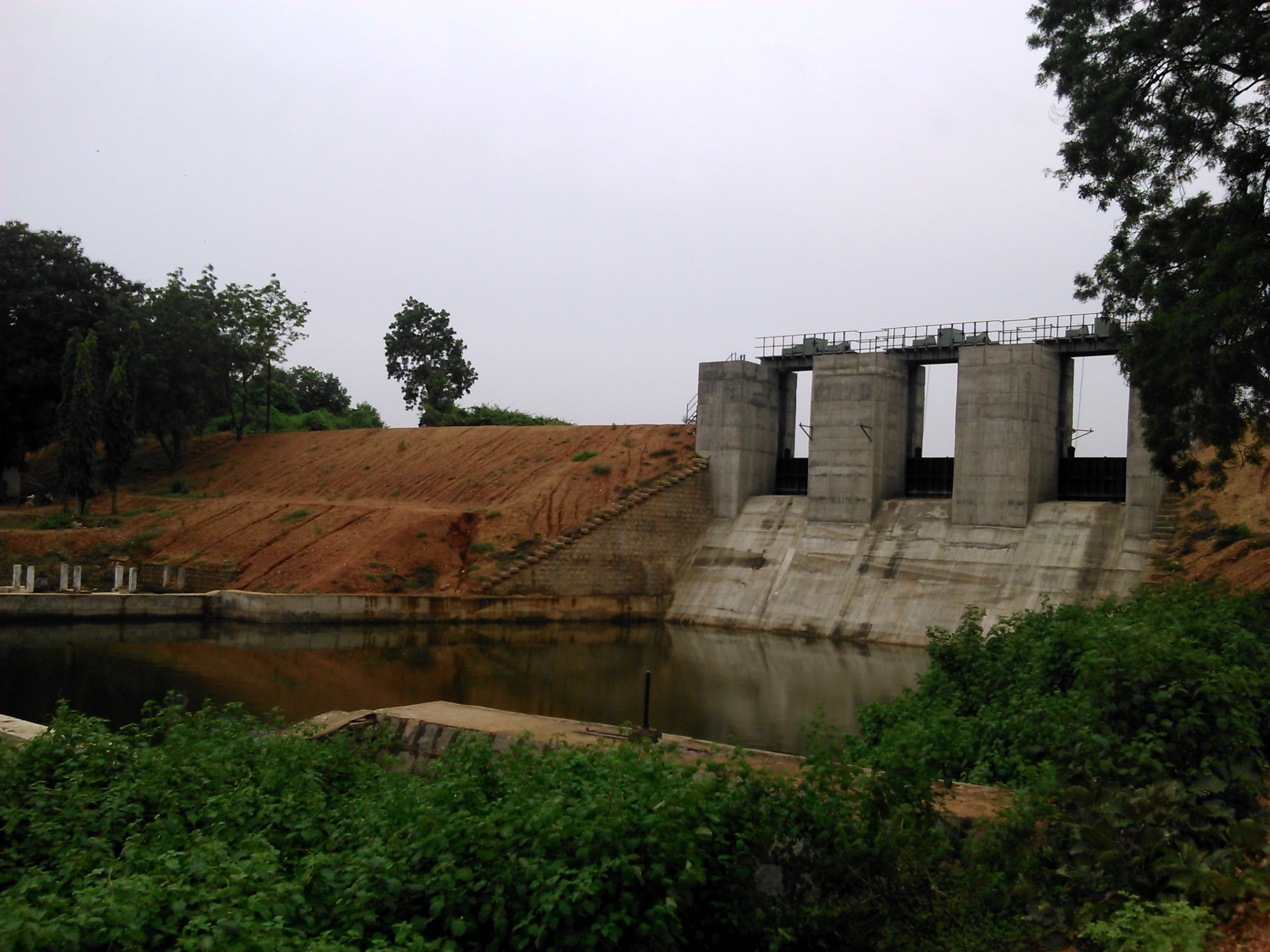
سد الري

أليساغار مشروع الري المصّعد هو مشروع ري يقع في منطقة نظام أباد في تيلانغانا، الهند. وتم إنشاء قناة لرفع الماء من مياه سد بوشامبادو.
يهدف هذا مشروع الري إلى تثبيت ودعم مناطق اياكوت (وهي عبارة عن المناطق التي يخدمها مشروع ري مثل القناة أو السد) والتي يبلغ عددها 53.793 فدان موزعة من 50 إلى 73 من مشروع سد نظام ساجار، سيتم رفع المياه لمشروع سريرام ساجار في قرية كوسلي على ثلاث مراحل لتغذية خزان علي ساجار من 54 ميل إلى 56 ميل على القناة الرئيسة لمشروع نظام ساجار.
يقترح في المرحلة الأولى: استخدام 720 (cuses وحدة قياس السوائل وخصوصًا الماء) من نهر غودافاري ويتم رفعها من قرية كوسلي حي نظام أباد واقترح ان يتم تجميعها في صهريج في بهارات تاندا. ثم تعبئتها في خزان ثادبيلولي عن طريق الجاذبية.
وفي المرحلة الثانية: ضخ المياه من الشاطئ الخلفي لخزان ثادبيلولي وتجميعها في صهريج كاليانبور جوتا. يقترح نقل المياه عن طريق قناة تسمى قناة الارتباط بفعل الجاذبية إلى الموزع رقم 50 لري 9302 فدان وآخر على مستوى اعلى لري 10، 052 فدان، كما يقترح موازنة المياه في خزان بوكارام بواسطة القناة.
وفي المرحلة الثالثة يقترح ضخ المياه من خزان بوكارام وتجميعها في صهريج بالقرب من علي ساجار جوتا.

## المراجع

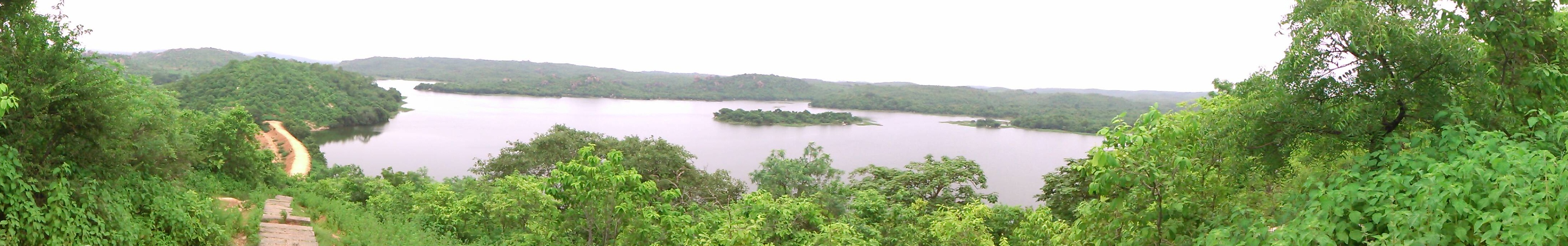
إطلالة بانورامية على بحيرة أليساغار ويمكن مشاهدةالجزيرة أيضًا.